# Carl Axel Löwenhielm
Conde Carl Löwenhielm (1772-1861) fue un oficial del ejército sueco, diplomático y político; miembro del gabinete sueco en el período 1822-1839.  Hijo ilegítimo del rey Carlos XIII de Suecia y Augusta von Fersen (casada con Fredric Adolph Löwenhielm, canciller de la Corte), y medio hermano de Gustaf Löwenhielm. En 1857 fue gobernador de Drottningholm y del Castillo de Svartsjo.
Löwenhielm representó a Suecia en el Congreso de Viena en la que Suecia perdió Finlandia y la Pomerania Sueca pero ganó Noruega.
- Datos: Q1069154
- Multimedia: Carl Axel Löwenhielm / Q1069154